# Friedrich Pein
Friedrich Pein (* 20. Oktober 1915 in Spitz; † 14. Februar 1975 in Mureck) war österreichischer Scharfschütze der Wehrmacht während des Zweiten Weltkriegs. Er und Matthäus Hetzenauer waren die einzigen deutschen Scharfschützen, die mit dem Ritterkreuz des Eisernen Kreuzes ausgezeichnet wurden.
Pein trat im Oktober 1938 in die Wehrmacht ein (Österreich war seit dem Anschluss Teil des Deutschen Reichs). Er diente als Scharfschütze im Gebirgsjäger-Regiment 143 der 6. Gebirgsdivision an der Ostfront. Anfang 1944 wurde er in die 100. Jäger-Division versetzt. Am 28. Februar 1945 wurde er für seinen 200. getöteten Soldaten im Rahmen von Scharfschützeneinsätzen mit dem Ritterkreuz des Eisernen Kreuzes ausgezeichnet.